# Kruščica (Federacja Bośni i Hercegowiny)
Kruščica – wieś w Bośni i Hercegowinie, w Federacji Bośni i Hercegowiny, w kantonie środkowobośniackim, w gminie Jajce. W 2013 roku liczyła 685 mieszkańców, z czego większość stanowili Boszniacy.